# ديفيد ماغالهايز
ديفيد ماغالهايز (بالبرتغالية: Davíd Dinis Magalhães‏) هو لاعب كرة قدم أنغولي في مركز الوسط، ولد في 24 فبراير 1988 في لواندا في أنغولا. شارك مع منتخب أنغولا لكرة القدم. أما مع النوادي، فقد لعب مع أتلتيكو سبورت أفياتسو وبترو إتليتيكو ونادي بريميرو دي أغوستو ونادي كايالا الترفيهي.

## وصلات خارجية
- ديفيد ماغالهايز على موقع قاعدة بيانات كرة القدم.إي يو (الإنجليزية)
- ديفيد ماغالهايز على موقع ناشيونال فوتبول تيمز (الإنجليزية)
- ديفيد ماغالهايز على موقع Soccerway.com (الإنجليزية)